# Palazzolo Vercellese
Palazzolo Vercellese (en el idioma piamontés Palasseu) es una comuna de 1.328 habitantes de la provincia de Vercelli.

## Evolución demográfica
| Gráfica de evolución demográfica de Palazzolo Vercellese entre 1861 y 2001 |
|                                                                            |
| Fuente ISTAT - Gráfica elaborada por Wikipedia                             |